# Ртуть
Ртуть, гідра́ргірум або мерку́рій (хімічний знак — {\displaystyle {\ce {Hg}}}, лат. hydrargyrum, англ. mercury) — хімічний елемент з атомним номером 80, що належить до 12-ї групи, 6-го періоду періодичної системи елементів.
Проста речовина — ртуть, розм. живе́ срі́бло — сріблясто-білий важкий метал, рідкий за кімнатної температури.
Електронна конфігурація [Xe]4f146s25d10; група 12, період 6, d-блок. Природний Hg складається з 7 стабільних ізотопів: 196, 198—202, 204, найрозповсюдженіший 200 (23,1 %). Основний ступінь окиснення +2 (багато сполук Hg мають ковалентний характер, зокрема меркурорганічні). Є олігомеркурні форми (Hg–Hg)2+, Hg32+. Меркурорганічні сполуки: HgR2, RHgX.

## Походження назви
Походження українського слова «ртуть», як і співзвучних з ним назв цього металу в інших слов'янських мовах (д.-рус. рътуть, біл. ртуць, рос. ртуть, чеськ. rtut᾽, словац. ortut᾽, пол. rtęć), неясне. Запропоновані такі версії:
- Від прасл. *rьtǫtь — активного дієприкметника (аналогічно «могуть», «словуть») дієслова *rьti(ti) — «котити», який порівнюється з лит. ritù, ritaũ, rìsti («котитися»), латис. ritu, rist («котити(ся)»), лит. riẽsti, riečiù («скочувати», «змотувати»), латис. riest, riežu («відпадати», «відділятися»), давн-англ. wríđan, давн.в-нім. rîdan («крутити»);
- Від прасл. *rъtǫtь, яке порівнюють з церк.-слов. рутити сѧ («кидатися»);
- Від араб. utārid («ртуть») або тур. utaryd;
- Від лат. argent — скорочення словосполучення argentum vivum («живе срібло»)[7][8].

Латинська назва ртуті hydrargyrum (Hg) походить від старолатинського hydrargyrus, запозиченого до латини зі давньогрецької мови. Давньогрецьке ύδράργυρος утворене зі слів ὕδωρ ‎(«вода») та ἄργῠρος («срібло»), тобто — «рідке срібло». Англійська назва ртуті mercury походить від середньовічного алхімічного позначення цього елементу — Mercurius (на честь планети Меркурій).

## Загальна характеристика

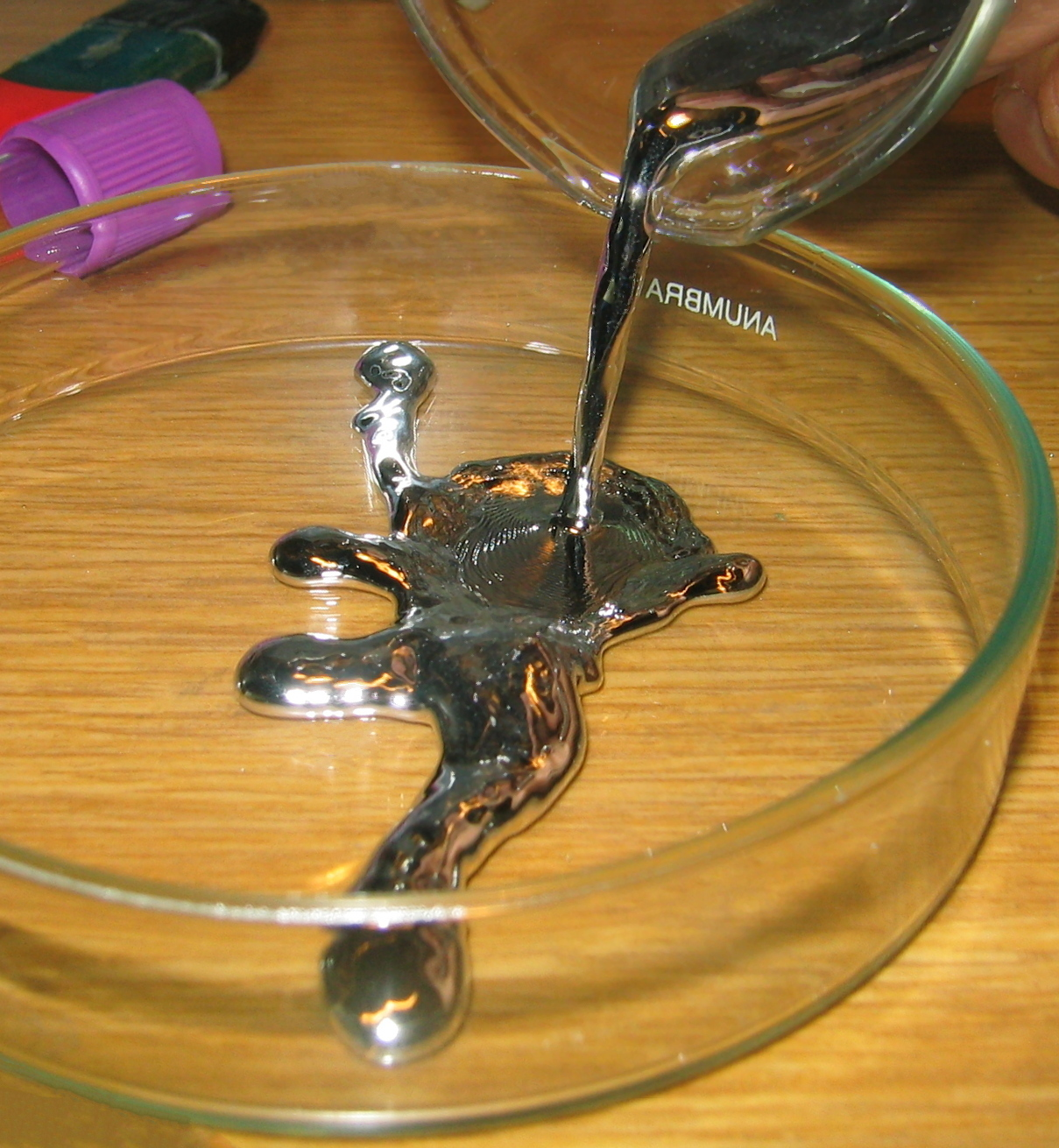
Рідка ртуть

Тверда ртуть кристалізується в ромбоедричній ґратці. Густина твердої ртуті 14 193 кг/м³ (при −38,9 °C), рідкої — 13 520 кг/м³ (при 20 °C); tплав — −38,86 °C; tкип — 356,66 °C. Діамагнітна. При взаємодії з металами, які ртуть змочує, утворюються амальгами — рідкі, напіврідкі або тверді сплави.
Хімічно ртуть малоактивна. При кімнатній температурі не окиснюється, при нагріванні до 300 °C окиснюється до HgO.
Середній вміст ртуті в земній корі 8,3·10−6 (мас). У земній корі ртуть переважно розсіяна. Ртуть отримують із меркурієвих, меркурієво-стибієвих, меркурієво-арсенових і меркурієво-золотих руд, а також попутно з поліметалічних, вольфрамових і олов'яних. Відомо 20 мінералів ртуті, але промислове значення мають кіновар HgS (86,2 %), метацинабарит HgS (86,2 %), ртуть самородна Hg, блякла руда — шватцит (Hg, Cu)12·Sb4S13 (17 %), лівінгстоніт HgSb4S7 (22 %), кордероїт Hg3S2Cl2 (82 %) і каломель Hg2Cl2 (85 %), а також тиманіт (HgSe), колорадоїт (HgTe) і ін.
Ртуть широко застосовується при виготовленні різних приладів (барометрів, термометрів, манометрів, вакуумних насосів, полярографів і ін.), у ртутних лампах, як рідкий катод у виробництві їдких лугів і хлору електролізом, як каталізатор при синтезі оцтової кислоти, для амальгамації золота і срібла. Крім того, сполуки ртуті застосовуються в медицині.

## Історія
Ртуть відома з прадавніх часів, згадується у праці Аристотеля, Теофраста, Плінія Старшого, Вітрувія та інших давніх учених. Латинська назва цього металу «гідраргірум», яку дав ртуті грецький лікар Діоскорид (I ст. до н. е.), означає в перекладі «срібна вода». У величезному палаці знаменитого своєю жорстокістю китайського імператора Цінь Ши Хуан-ді (259—210 р. до н. е.) були створені цілі ріки і озера, наповнені чистою ртуттю. За легендою, цими (смертельно небезпечними для дихання) річками імператор пропливав з наложницями на прикрашених човнах. Масштабність цих побудов показує вже те, що палац Епан і гробницю імператора на горі Лішань будувало 700 000 засуджених на каторжні роботи.

## Отримання

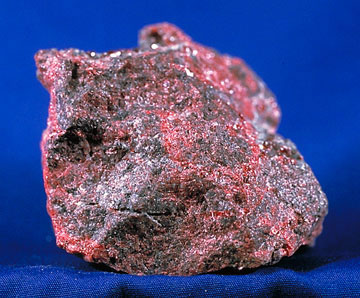
Кіновар (cinnabar)

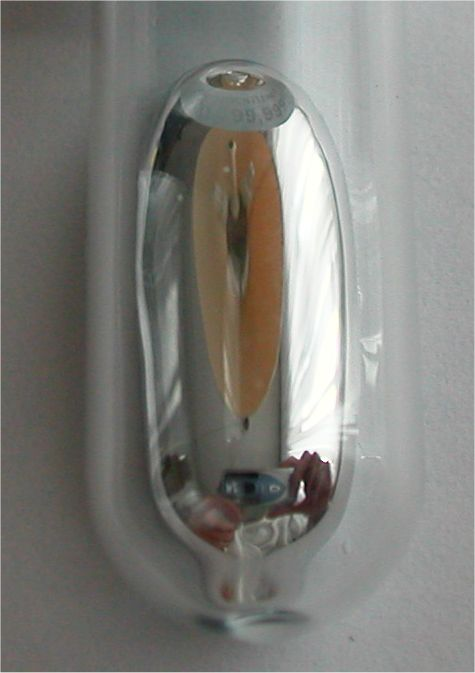
Краплина ртуті

Ртуть отримують обпалюванням мінералів кіноварі HgS або лівінгстоніту HgSb4S8. Цей спосіб застосовували ще алхіміки в давнину. Рівняння реакції горіння кіноварі:
{\displaystyle \mathrm {HgS+O_{2}{\xrightarrow {600-700^{o}C}}Hg+SO_{2}} }
При виділенні сполук ртуті з багатих руд або концентратів, для відновлення можна використовувати вапно або залізні ошурки:
{\displaystyle \mathrm {HgS+4CaO{\xrightarrow {400-500^{o}C}}Hg+CaSO_{4}+3CaS} }
{\displaystyle \mathrm {HgS+Fe{\xrightarrow {350-450^{o}C}}Hg+FeS} }
З сульфідно-лужних розчинів ртуть може бути виділена електролізом у ваннах із діафрагмами та залізними електродами. Інший спосіб, металургічний, полягає у ціануванні хвостів після амальгамування й осаду ртуті з лужних ціаністих розчинів металургічним цинком.
Отриману тим чи іншим способом ртуть рафінують. Для очищення від механічних домішок ртуть фільтрують через замшу або подвійний шар фільтрувальної тканини (хлорвінілова тканина) або використовують спеціальні пристрої. Якщо ртуть забруднена органічними речовинами, її очищують у колонці, заповненій ефіром, оброблюють лугами, промиваючи потім водою.
Видалення металічних домішок виконується за допомогою окиснення озоном.

## Хімічні властивості
Ртуть утворює сплави з багатьма металами — ці, часто нестехіометричні, сполуки мають назву амальгами. Найпоширенішими представниками є амальгами натрію, калію, срібла, золота, свинцю, цинку, кадмію, міді.
При дії електричних розрядів на суміш пари ртуті та інертних газів утворюються сполуки HgNe, HgHe, HgAr, HgXe, HgKr, в яких атоми утримуються за рахунок сил Ван дер Ваальса. Пари ртуті мають тиск {\displaystyle 1,3\cdot 10^{-3}} мм.рт.ст. за температури 20 °C, їх розчинність у воді складає близько 60 мкг/л за 25 °C, росте від 19,2 до 368 мкг/л у інтервалі 5–60 °C й підпорядковується законові Генрі (теплота розчинення — 5,3 ккал/моль). У вуглеводнях розчиняється на порядок краще, ніж у воді. Висока пружність парів ртуті визначає її вміст у атмосфері. Кларк ртуті у атмосфері оцінюється величиною, меншою 0,02 мкг/м³ ({\displaystyle <2\cdot 10^{-8}} мг/л). Фоновий вміст ртуті у атмофері на висоті близько 2,5 м над рівнем землі має значення {\displaystyle (1...4)\cdot 10^{-8}} та {\displaystyle (1...8)\cdot 10^{-8}} г/м{\displaystyle {}^{3}.} У вулканічних газах ртуть міститься у кількостях {\displaystyle 3\cdot 10^{-7}...4\cdot 10^{-6}} г/м{\displaystyle {}^{3}.} У гідросфері вміст ртуті значно менший, ніж у гірських породах, й складає {\displaystyle 3\cdot 10^{-9}\,\%.} У термальних джерелах, де є кіновар, вміст ртуті складає близько {\displaystyle n\cdot 10^{-5}} г/л та вище. Вміст ртуті у водах річок знаходиться у межах {\displaystyle n\cdot 10^{-7}...n\cdot 10^{-6}} г/л.
За звичайної температури кисень повітря не діє на ртуть, однак, при наявності слідів вологи, поверхня ртуті вкривається сірою оксидною плівкою. При нагріванні ртуті на повітрі до 350 °C утворюється червоний наліт HgO, який руйнується при подальшому нагріванні:
{\displaystyle \mathrm {2Hg+O_{2}{\xrightarrow {350^{o}C}}2HgO} }
{\displaystyle \mathrm {2HgO{\xrightarrow {500^{o}C}}Hg+O_{2}} }
Металева ртуть взаємодіє з галогенами за слабкого нагрівання, утворюючи спочатку сполуки Hg+ складу Hg2Hal2, а потім окиснюються до HgHal2:
{\displaystyle \mathrm {Hg+Br_{2}{\xrightarrow {}}HgBr_{2}} }
{\displaystyle \mathrm {Hg+I_{2}{\xrightarrow {ethanol}}HgI_{2}+Hg_{2}I_{2}\downarrow } }
Озон легко окиснює ртуть до чорного оксиду Hg2O. Із сіркою ртуть взаємодіє при нагріванні з утворенням червоного HgS (при високих температурах подібні сполуки чорного кольору утворюють також селен і телур):
{\displaystyle \mathrm {Hg+S{\xrightarrow {>130^{o}C}}HgS} }
{\displaystyle \mathrm {Hg+Se{\xrightarrow {550-600^{o}C}}HgSe} }
Мало розчинні {\displaystyle \mathrm {HgS} } та {\displaystyle \mathrm {(MeHg)_{2}S} } із надлишком або нестачею сульфідних йонів утворюють розчинні {\displaystyle \mathrm {HgS_{2}^{2-},\,\,\,HgSH^{-26},\,\,\,(MeHg)_{3}S^{+}} .} Останній дисоціює у воді за схемою
{\displaystyle {\ce {(MeHg)_{3}S^{+}<=> {MeHg+}+(MeHg)_{2}S<=>{MeHg+}+MeHgS^{-}<=>{MeHg+}+S^{2-}}}}
Для кожного ступеня {\displaystyle K_{\text{дисоціації}}} {\displaystyle 10^{-7},\,\,10^{-16}} й {\displaystyle 10^{-21}} відповідно. Не дивлячись на спорідненість ртуті до сірки, метилртуть не розщеплюється у воді при дії активних тіолів на відміну від фенілртуті ({\displaystyle {\ce {{Me(Ph)HgCl}+{RSH}\rightarrow {MeHgSR}\lor {RSHgCl}}}}), але випаровується за присутності {\displaystyle {\ce {H_{2}S.}}}
Із аніліном у водному середовищі існують комплекси {\displaystyle {\ce {Hg^{2+}_{2}}}} складу {\displaystyle {\ce {Hg_{2}A^{2+}}}} (де {\displaystyle {\ce {A}}} — монодентатний ліганд), із органічними кислотами {\displaystyle {\ce {Hg_{2}A^{+},\,\,\,HG_{2}A_{2},}}} поліфосфатами й двохосновними кислотами {\displaystyle {\ce {Hg_{2}L^{{-2q}+2}_{2}}}} та {\displaystyle {\ce {Hg_{2}L(OH)^{{-q}+1}}}} (де {\displaystyle {\ce {L^{-q}}}} — аніон); деякі з них є нестабільними внаслідок диспропорціювання.
У воді в присутності метилртуті із амінами {\displaystyle {\ce {MeHgA^{+}}}} й органічними кислотами {\displaystyle {\ce {{MeHgOCOR},}}} утворюються сполуки, які є стійкими за pH 7,5–9,0 та 0,5–13,0.
Ртуть розчиняється в деяких розведених та концентрованих кислотах, у царській воді:
{\displaystyle \mathrm {Hg+2H_{2}SO_{4}(conc.){\xrightarrow {boiling}}HgSO_{4}+SO_{2}+2H_{2}O} }
{\displaystyle \mathrm {6Hg+8HNO_{3}{\xrightarrow {}}3Hg_{2}(NO_{3})_{2}+2NO+4H_{2}O} }
{\displaystyle \mathrm {3Hg+2HNO_{3}+6HCl{\xrightarrow {50-70^{o}C}}3HgCl_{2}+2NO+4H_{2}O} }
Органічні сполуки алкілюють {\displaystyle {\ce {Hg^{2+}}}} при фотолізі. Наприклад, суміш сулеми й у невеликих кількостях оцтової кислоти, метилового й етилового спиртів утворюється {\displaystyle {\ce {MeHgCl}}} та його суміш із {\displaystyle {\ce {EtHgCl}}} — із пропіонової кислоти. {\displaystyle {\ce {MeHgCl}}} також отримується із {\displaystyle {\ce {\alpha}}}-амінокислот типу аланіну й лейцину, але не з {\displaystyle {\ce {RHgCl}}}. Вихід метилмеркурхлориду зростає при фотолізі ацетату ртуті, яка у присутності {\displaystyle {\ce {Cl-}}} відновлюється до {\displaystyle {\ce {Hg^{2+}_{2}}}}.

## Застосування
Завдяки унікальним властивостям ртуть застосовується в металургії, хімічній промисловості, гальванічних елементах, гальванотехніці, медицині, сільському господарстві та багатьох інших галузях.
- Особливо велике значення має ртуть в лабораторній практиці. Вона застосовується в термометрах, манометрах, всіляких регулювальних пристроях і затворах. У лабораторії використовується електроліз з ртутним катодом, колонки з амальгованими металами, каломельний електрод порівняння і ртутно-кадмієвий елемент Вестона.
- Завдяки ртуті виник один із найзручніших і найчутливіших методів хімічного аналізу — полярографія. Ртуть застосовують для дослідження пористої структури вугілля, силікагелів та інших матеріалів.
- У вакуумній техніці. Ртутний дифузійний насос незамінний для створення глибокого вакууму (10−13 мм рт. ст.). Він застосовується в мас-спектрометрах, прискорювачах частинок, установках, які використовують фотоемісію або імітують умови космічного вакууму.
- В медицині. Ртуть — один з найсильніших антисептиків. Раніше лікарі часто користувалися рушниками, змоченими розчином сулеми HgCl2 — з метою дезінфекції. Застосовуються також мазі на основі сполук ртуті. У Ярослава Гашека описаний епізод, коли його улюблений поручик Лукаш заразився лишаєм, і Гашек вилікував поручика ртутною маззю, в результаті чого отримав медаль «За хоробрість». У ряді країн каломель Hg2Cl2 досі використовують як проносний засіб.

5 найпоширеніших речей, що містять ртуть
1. Медичний ртутний термометр («градусник»). Предмет, який є в кожному будинку. Якщо ненароком розбити такий термометр, то єдиний спосіб врятуватися від попадання ртуті в дихальні органи — це ретельно зібрати всі частинки приладу. Дуже небезпечно, якщо ртуть з розбитого термометра потрапить на поверхню м'яких меблів, килими, покривала і дитячі іграшки.
2. Енергозберігаюча лампа (люмінесцентна лампа). Ці лампи споживають в чотири-п'ять разів менше електрики, ніж лампи розжарювання, але світла дають стільки ж. Такі лампочки не можна викидати в сміттєпровід і вуличні сміттєзбірники, їх слід відносити до районного ДЕЗ, де повинні бути встановлені спеціальні контейнери.
3. Батарейки. Серед токсичних і небезпечних елементів в батарейках є і ртуть, а також свинець, кадмій, нікель, цинк і луги.
4. Мило і креми. Ртуть там використовується для освітлення шкіри. Основний негативний ефект — загроза порушення роботи нирок. Ртуть в косметичних засобах може викликати висипання, знебарвлення шкіри і рубців.
5. Барометри. У цих приладах, які використовують для вимірювання тиску повітря, теж є ртуть. Замість ртуті в них може бути використаний і спирт, але ртуть точніше визначає тиск.

## Біологічна роль
До 2016 року вважалось, що роль надто токсичного елементу як учасника біогенних процесів відсутня, допоки не було описано групу мікроорганізмів, які можуть як толерувати присутність ртуті, так і використовувати іони ртуті як акцептор електронів для процесів фотосинтезу. Пари ртуті та майже всі її розчинні сполуки дуже отруйні, особливо легкі органічні сполуки, тоді як металічна ртуть вжита з їжею проходить організм без нанесення значної шкоди. Потрапляючи через органи дихання та з їжею, сполуки ртуті акумулюються в людському організмі, безповоротно звязуючись з білками, можуть блокувати ферменти. Для сполук ртуті, яка регулярно надходить з їжею до організму людини характерне таке явище як біоакумуляція, тобто, непряме надходження з їжею високих концентрацій сполук ртуті. Ртуть негативно позначається на білковому обміні, шкодить нервовій системі і ниркам і навіть може викликати порушення психіки і серцево-судинної системи.
Максимально допустима концентрацію парів ртуті для житлових, дошкільних, навчальних і робочих приміщень — 0,0003 мг/м³; для виробничих приміщень — 0,0017 мг/м³. Концентрація парів ртуті в повітрі понад 0,2 мг/м³ викликає гостре отруєння організму людини. Симптоми гострого отруєння проявляються через 8—24 години: починається загальна слабкість, головний біль та підвищується температура; згодом — болі в животі, розлад шлунку, хворіють ясна.
Хронічне отруєння є наслідком вдихання малих концентрацій парів ртуті протягом тривалого часу. Ознаками такого отруєння є: зниження працездатності, швидка стомлюваність, послаблення пам'яті і головний біль; в окремих випадках можливі катаральні прояви з боку верхніх дихальних шляхів, кровотечі ясен, легке тремтіння рук та розлад шлунку. Тривалий час ніяких ознак може й не бути, але потім поступово підвищується стомлюваність, слабкість, сонливість; з'являються — головний біль, апатія й емоційна нестійкість; порушується мовлення, тремтять руки, повіки, а у важких випадках — ноги і все тіло.
Ртуть уражає нервову систему, а тривалий її вплив та накопичення у організмі викликає навіть божевілля.[джерело?]

## Демеркуризація
При розливі ртуті (в тому числі й з розбитого термометра) прийнято такий порядок дій:
- Організувати провітрювання.
- Стороннім покинути приміщення й обмежити туди доступ.
- Зібрати ртуть механічно — грушею для клізм або аркушами паперу в баночку і залити водою.
- Не застосовуйте пилосос (інакше його доведеться викинути).
- Консультацію або демеркуризацію можна отримати, зателефонувавши за номером телефоному 101 (служби порятунку).
- Обробити підлогу чи місце де розлилась ртуть розчином перманганату калію (марганцівка) з розрахунку двох грамів перманганату калію на 1 літр води (при відсутності, застосувати миючі засоби), кілька разів після чого помити місце мильною водою. Ганчірки викинути.
- Ртуть з медичних термометрів при попаданні в організм через органи шлунково-кишкового тракту не становить небезпеки, бо токсичні лише солі ртуті.

## Утилізація предметів, що містять ртуть
Приймають ртуть спеціальні підприємства, як правило, не безкоштовно. За один кілограм зданої ртуті потрібно буде заплатити 3500 гривень, за один ртутний термометр 10 гривень, а за люмінесцентну лампу, яка також містить ртуть, потрібно заплатити 4 гривні.

## Ртуть в Україні
В Україні найважливішим і найдавнішим є Микитівське родовище ртуті, відкрите у 1879 і експлуатоване з 1885. Киновар виступає тут у жильній, пластовій та прожилково-вкраплюваній формі, вміст ртуті в руді в середньому 0,4 %. Поклади ртуті виступають у банях морфотектоніки району, що належить до гол. Донецької антисинкліналі, найпродуктивнішими є бані Чагарник і Софіївська. На базі микитівської руди працює ртутний комбінат, оновлений у 1960-их pp.
Виробництво ртуті до 1914 становило 300—400 т/рік (велику її частину експортовано); після занепаду через крах Російської імперії, воно повільно відновлювалася з початку 20х років (127 т у 1926), у 1935–40 її доведено річно до пр. 300 т (гіпотетичний попит в СРСР на ртуть — 285 т). Після Другої світової війни Микитівське родовище розбудоване. Виявлені у ньому запаси (до глибини 300 м) оцінювалися у 1927 році у 6 000 т, після введення глибокого буріння у 1960-их pp. вони дещо збільшилися.
У 1960-х pp. в Україні розпочато розробку родовищ ртуті на Закарпатті (у межах Вулканічних Карпат), які виступають у олов'яно-цинкових рудовиявленнях, що належать до типу суміші метацинабаритів, карбонатів, гірського кристалу та кіновару. Розшуки ртуті відновлено також у Криму; перспективними можуть виявитися конгломерати ртутної мінералізації в сточищі Малого Салгиру та біля сіл Перевального і Веселого.

## Цікаві факти
- Quicksilver — побутовою англійською мовою перекладається як «ртуть», дослівно перекладається як «швидке срібло», отримала свою назву через рідкий стан в нормальних для людини умовах.
- Назву Mercurius середньовічні алхіміки дали «живому сріблу» за схожість руху кульок цього металу з швидким рухом планети Меркурій. Ця планета Сонячної системи має дуже короткий період обертання навколо Сонця — рік на Меркурії триває всього 88 діб. Своє ім'я вона отримала на честь прудкого та енергійного давньоримського бога торгівлі Меркурія.